# Віктор Ортіс
Віктор Ортіс (англ. Victor Ortiz; 31 січня 1987, Гарден-Сіті, Канзас, США) — американський боксер - професіонал мексиканського походження, який виступав в напівсередній ваговій категорії. Колишній чемпіон світу за версією WBC в напівсередній вазі. Був визнаний найперспективнішим боксером 2008 сайтом спортивного каналу ESPN. Поєдинок Ортіса з Андре Берто у 2011 році був названий *боєм року*  за версією журналу The Ring.

## Біографія
Віктор Ортіс народився 31 січня 1987 року в Гарден-Сіті штат Канзас, в сім'ї мексиканських емігрантів . Віктор був другою з трьох дитиною в родині. Коли Ортису виповнилося 7 років, його мати пішла з сім'ї. Незабаром після цього Віктор почав займатися боксом. Його батько був алкоголіком і часто бив своїх дітей. Через 5 років після відходу матері сім'ю покинув і батько. Коли це сталося Ортису було 12 років. Йому довелося працювати на кукурудзяних плантаціях Канзасу, щоб заробити на їжу. У 13 років Віктор потрапив під піклування виховної системи штату Канзас, і його розлучили з братом і сестрою.
В юності Ортіс торгував марихуаною і екстазі. У той же час він продовжував наполегливо займатися спортом і зумів перемогти в турнірі з любительського боксу — «Золоті рукавички». Після цієї перемоги його фотографію опублікували в газеті, яка поширювалася по всьому штату. Це надихнуло Ортіса зав'язати зі злочинністю та більш ретельно займатися боксом.
Під час тренувань в «Центрі Армії порятунку Червоного щита» на Ортіса звернув увагу відомий у 70-ті роки важкоатлет — Рон Лайл. На початку своєї кар'єри Ортіс тренувався в боксерському клубі Гарден-Сіті під керівництвом п'яти тренерів: Ігнасіо Авілов, Мануеля Ріоса, Антоніо Ороско, Хуана Альдани і Альфреда Ритца.
У 2002 році його старша сестра Кармен стала повнолітньою і вирішила переїхати в Денвер, вона оформила опіку над Віктором і забрала його з собою. У 2003 році Ортіс брав участь у юнацькому Олімпійському турнірі з боксу. Він виграв п'ять боїв і став чемпіоном в легкій ваговій категорії.
На Ортіса звернув увагу ще один колишній боксер — Роберто Гарсія. Він запропонував Віктору тренуватися під його керівництвом в знаменитому боксерському клубі — «Ла Колоніа», який розташований в Окснарді штат Каліфорнія. Ортіс погодився і переїхав з Колорадо. Пізніше Гарсія став офіційним опікуном Віктора. У 17 років Ортіс побував на перегляді в олімпійську збірну США з боксу, але був відсіяний на фінальній стадії (змагання виграв Вісенте Ескобедо).

## Професіональна кар'єра
Дебютував у профі 4 червня 2004 року.

### Ортіс - Майдана
27 червня 2009 року відбувся дуже видовищний поєдинок Віктор Ортіс - Маркос Майдана за титул тимчасового чемпіона WBA у першій напівсередній вазі, фаворитом у якому до бою вважали Ортіса. Готував Віктора до цього бою Денні Гарсія, брат колишнього опікуна і тренера Роберто Гарсії, з яким Ортіс незадовго до того посварився, після чого звільнив.
Бій проходив у запеклій боротьбі. У першому раунді спочатку Ортіс відправив суперника в нокдаун, а потім відразу Майдана відповів тим же. У другому раунді американець зумів звалити аргентинця на настил рингу двічі. Але Майдана витримав натиск і переломив хід бою. Наприкінці 5 раунду він двічі потряс Ортіса, а у 6 надіслав суперника, що не встиг відновитися за перерву, у нокдаун, і поєдинок був зупинений після огляду лікарем Ортіса, що не проявляв бажання продовжувати бій.
Дехто звинуватив Ортіса у слабохарактерності і небажанні продовжити боротьбу з Майданою, але це не завадило Ортісу в подальшому звинувачувати Майдану, що той не дав йому шанс реваншуватися.
Після поразки від Майдани Ортіс здобув чотири перемоги, а потім набоксував з іншим проспектом Ламонтом Пітерсоном нічию, хоча і надсилав Пітерсона двічі в нокдаун у третьому раунді.

### Ортіс - Берто
16 квітня 2011 року відбувся бій за вакантний титул чемпіона WBC у напівсередній вазі Віктор Ортіс - Андре Берто. Бій вийшов конкурентним, обидва побували по два рази у нокдауні, а перемогу одностайним рішенням здобув Ортіс — 115-110, 114-111 і 114-112. Бій був відзначений журналом The Ring як *бій року*.

### Ортіс - Мейвезер
У червні 2011 року непереможний найкращий боксер незалежно від вагових категорій Флойд Мейвезер оголосив, що більше ніж через рік після останнього бою повернеться на ринг для бою з Віктором Ортісом.
Бій пройшов 17 вересня на MGM Grand, Лас-Вегас. За цей бій Мейвезер гарантовано отримав 25 млн $, а Ортіс - 2,5 млн $. Крім того обидва отримали відсотки за платну телетрансляцію поєдинку за системою pay-per-view.
Мейвезеру не довелося докладати надзусиль для перемоги над Ортісом, хоча бій закінчився скандально. У 4 раунді Віктор навмисно вдарив Флойда головою, за що рефері оштрафував Ортіса на 1 бал. Ортіс вирішив вибачитись перед Мейвезером, а відходячи від нього з опущеними руками отримав потужний удар лівою, а потім і правий прямий, який і відправив Ортіса в нокаут.
Наступним суперником Ортіса мав стати знов Андре Берто, але запланований на 11 лютого 2012 року бій спочатку перенесли через травму Берто, а потім взагалі відмінили, коли Берто провалив допінг-тест.
23 червня 2012 року Ортіс програв в бою за срібний титул WBC Хосесіто Лопесу, 30 січня 2014 року в бою за інтернаціональний титул WBA програв нокаутом у 2 раунді Луїсу Коллазо і більше у титульних поєдинках не виступав.